# Bischof-Kanal
Der Bischof-Kanal (ukrainisch Архієрейська протока/Archijereiska protoka; russisch Архиерейская протока/Archiereiskaja protoka) ist ein 1850 Meter langer Seitenarm des Dnepr in der ukrainischen Stadt Dnipro zwischen der Klosterinsel und dem rechten Ufer des Dneprs.
Der Bischof-Kanal liegt im Stadtrajon Sobor und trennt in seinem nördlichen und mittleren Teil die Klosterinsel vom Schewtschenko-Park, sein südlicher Teil wird, aufgrund eines Sandstrandes im Süden der Klosterinsel, als Flussschwimmbad genutzt.
Über den Seitenarm führt eine Seilbahn und eine Fußgängerbrücke auf die Klosterinsel sowie die Merefa-Cherson-Eisenbahnbrücke, die über den Seitenarm und die Klosterinsel auf das linke Dneprufer führt.